# 滋賀県道518号彦根城線
滋賀県道518号彦根城線（しがけんどう518ごう ひこねじょうせん）は、滋賀県彦根市を通る一般県道である。

## 概要
彦根市本町1丁目から彦根市古沢町に至る。
彦根城の京橋口から彦根東高校前を経て内堀に沿い、佐和口で城外に出る。それから、いろは松・元町・船町を経て古沢町で国道8号に至る。

### 路線データ
- 起点：彦根市本町1丁目（京橋交差点、滋賀県道25号彦根近江八幡線交点）
- 終点：彦根市古沢町（古沢町交差点、国道8号交点、滋賀県道528号彦根環状線終点）
- 総延長：2.2 km[1]

## 路線状況

### 重複区間
- 滋賀県道517号彦根港彦根停車場線（彦根市元町・護国神社前交差点 - 彦根市船町・船町交差点）

### 道路施設

#### 橋梁
- 京橋（彦根市）

## 地理

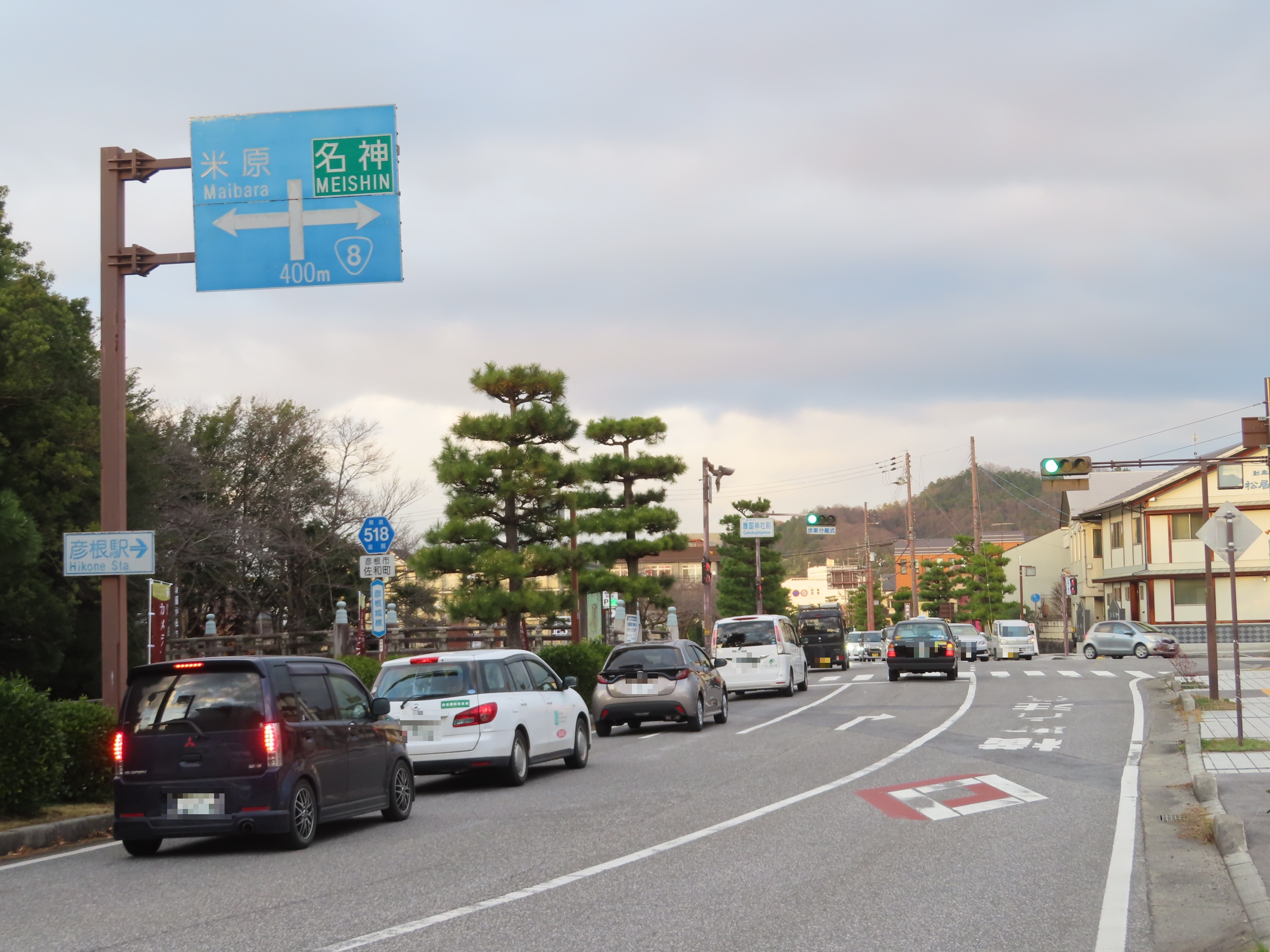
彦根市元町
護国神社前交差点

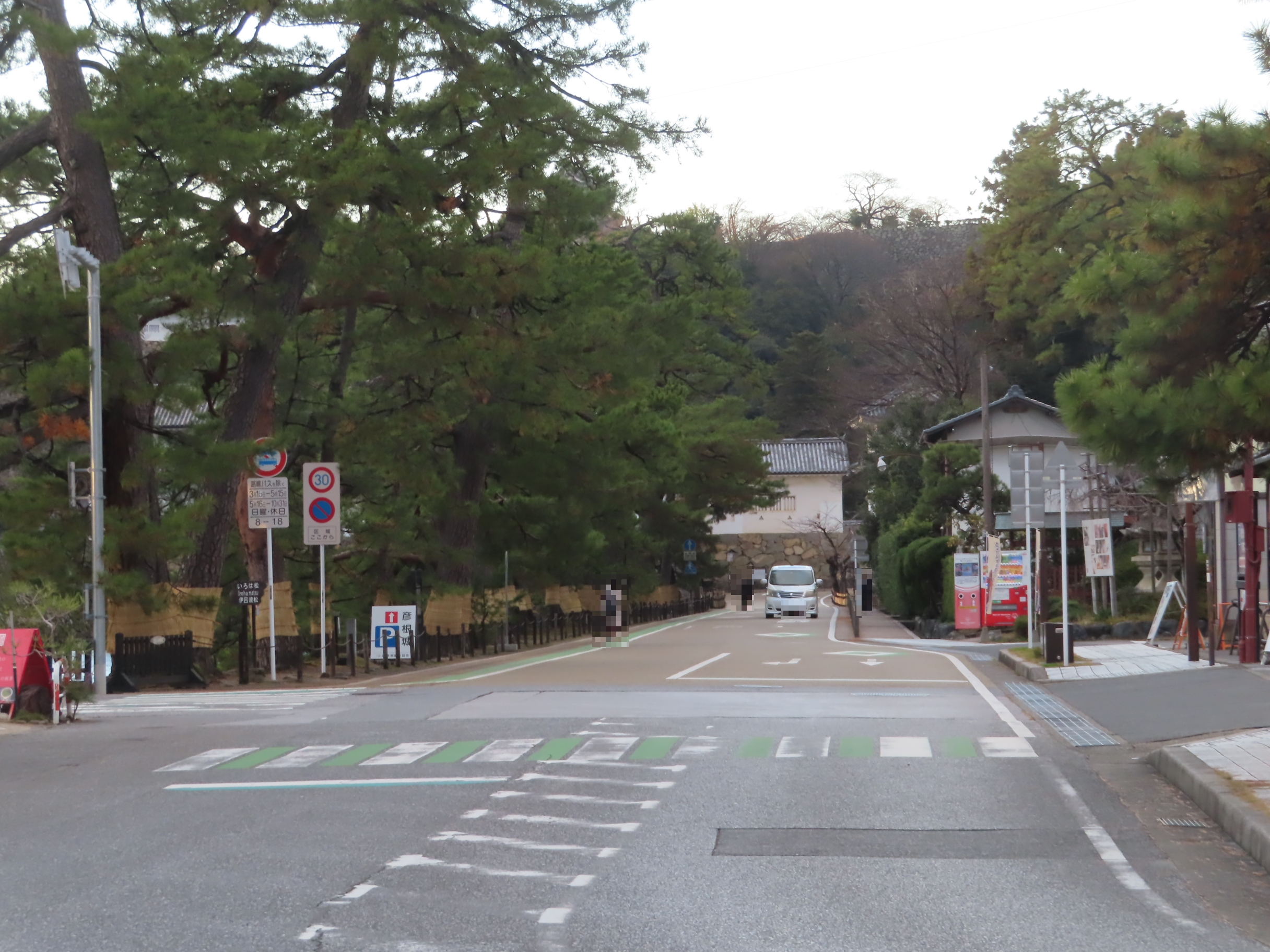
いろは松を通る滋賀県道518号彦根城線

### 通過する自治体
- 彦根市

### 交差する道路
| 交差する道路                                                                        | 交差する場所 | 交差する場所        |
| ----------------------------------------------------------------------------------- | ------------ | ------------------- |
| 滋賀県道25号彦根近江八幡線 / 中濠東西通り、夢京橋キャッスルロード                   | 本町1丁目    | 京橋交差点 / 起点   |
| 滋賀県道517号彦根港彦根停車場線 / 駅前お城通り 重複区間起点                         | 元町         | 護国神社前交差点    |
| 滋賀県道329号彦根米原線 滋賀県道517号彦根港彦根停車場線 / 駅前お城通り 重複区間起点 | 船町         | 船町交差点          |
| 国道8号 滋賀県道528号彦根環状線                                                     | 古沢町       | 古沢町交差点 / 終点 |

### 交差する鉄道
- 東海道本線
- 近江鉄道本線

### 沿線
- 旧西郷屋敷長屋門
- 大津地方裁判所彦根支部
- 滋賀県立彦根東高等学校
- 彦根城
  - 彦根城博物館
- 井伊大老銅像
- 家老木俣屋敷跡
- 井伊大老歌碑
- 滋賀縣護國神社
- 彦根警察署
- JR西日本東海道本線・近江鉄道本線 彦根駅

## ギャラリー

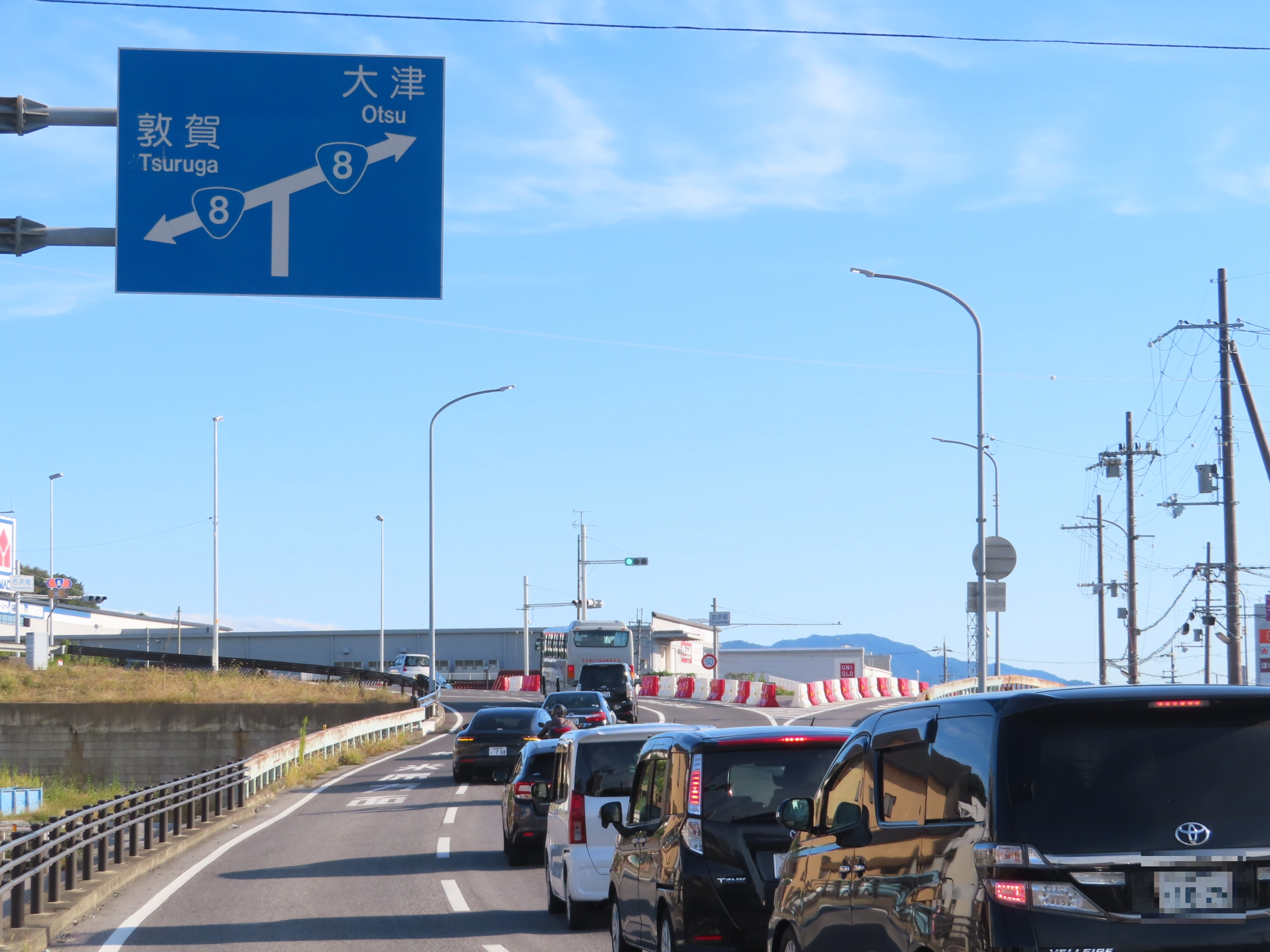
終点（古沢町交差点）で国道8号と接続。